# Isophthalsäuredimethylester
Isophthalsäuredimethylester ist eine chemische Verbindung aus der Gruppe der Carbonsäureester.

## Gewinnung und Darstellung
Isophthalsäuredimethylester kann durch Reaktion von Isophthalsäure mit Methanol gewonnen werden.

## Eigenschaften
Isophthalsäuredimethylester ist ein brennbarer, schwer entzündbarer, weißer und geruchloser Feststoff, der sehr schwer löslich in Wasser ist.

## Verwendung
Isophthalsäuredimethylester wird als Weichmacher und zur Herstellung von Polymeren verwendet.